# Mamouros
Mamouros ist ein Ort und eine ehemalige Gemeinde (Freguesia) im portugiesischen Kreis Castro Daire. Die Gemeinde hatte 676 Einwohner (Stand 30. Juni 2011).
Am 29. September 2013 wurden die Gemeinden Mamouros, Alva und Ribolhos zur neuen Gemeinde União das Freguesias de Mamouros, Alva e Ribolhos zusammengeschlossen. Mamouros ist Sitz dieser neu gebildeten Gemeinde.

## Söhne und Töchter
- Manuel da Rocha Felício (* 1947), katholischer Geistlicher und Bischof von Guarda